# Eragrostis gangetica
Eragrostis gangetica là một loài thực vật có hoa trong họ Hòa thảo. Loài này được (Roxb.) Steud. mô tả khoa học đầu tiên năm 1854.